# 馬毓宝
馬 毓宝（ば いくほう）は、清末民初の軍人。字は元良、孝先。

## 事跡
1908年（光緒34年）、北洋陸軍大学正則班第1期卒業。陸軍第35標標統、九江都督となる。辛亥革命後に江西都督に擁立されたが、1912年（民国元年）1月、辞任した。その後、北京政府大総統顧問などをつとめる。国民政府でも参軍処参軍となった。
1933年（民国22年）2月1日、死去。享年70。